# Alören, Saltvik
Alören är en ö i östra Flatöfjärden i byn Toböle i Saltvik på Åland. Alören ligger omkring 400 meter från Ekholm på fasta Saltvik i söder och omkring 400 meter söder om ön Flatö i norr. På Alören finns ett hus. Öns area är 3,9 hektar och dess största längd är 330 meter i öst-västlig riktning.
Vid en naturvårdsinventering 2018 beskrevs området Alören–Grönören som en lummig miniarkipelag av ovanlig typ för Saltvik. Ett gytter av små vackra, steniga, klippiga skär relativt opåverkat av fritidsbebyggelse. Området bedömdes vara av stor betydelse för sjöfågellivet. Inventeringen rekommenderade att området inrättas som naturskyddsområde eller fågelreservat.